# Nicole Jagerman
Nicole Jagerman (née le 23 juillet 1967) est une joueuse de tennis néerlandaise, professionnelle du milieu des années 1980 à 1996. Elle est aussi connue sous son nom de femme mariée, Nicole Muns-Jagerman.
En 1988, issue des qualifications, elle a joué le 4e tour à Roland Garros (battue par Helen Kelesi), sa meilleure performance en simple dans une épreuve du Grand Chelem.
Pendant sa carrière, elle a gagné deux tournois WTA en double dames.

## Palmarès

### Titres en double dames
| No | Date       | Nom et lieu du tournoi          | Catégorie | Dotation  | Surface      | Partenaire    | Finalistes                        | Score    |          |
| -- | ---------- | ------------------------------- | --------- | --------- | ------------ | ------------- | --------------------------------- | -------- | -------- |
| 1  | 07/07/1986 | Ellesse Grand Prix Pérouse      |           | 50 000 $  | Terre (ext.) | Carin Bakkum  | Csilla Bartos-Cserepy Amy Holton  | 6-4, 6-4 | Parcours |
| 2  | 15/07/1991 | Citroen Austrian Open Kitzbühel | Tier IV   | 150 000 $ | Terre (ext.) | Bettina Fulco | Sandra Cecchini Patricia Tarabini | 7-5, 6-4 | Parcours |

### Finales en double dames
| No | Date       | Nom et lieu du tournoi        | Catégorie | Dotation  | Surface      | Vainqueures                       | Partenaire      | Score         |          |
| -- | ---------- | ----------------------------- | --------- | --------- | ------------ | --------------------------------- | --------------- | ------------- | -------- |
| 1  | 01/12/1986 | Argentinian Open Buenos Aires |           | 50 000 $  | Terre (ext.) | Lori McNeil Mercedes Paz          | Manon Bollegraf | 6-1, 2-6, 6-1 | Parcours |
| 2  | 09/07/1990 | Swedish Open Båstad           | Tier V    | 75 000 $  | Terre (ext.) | Mercedes Paz Tine Scheuer-Larsen  | Carin Bakkum    | 6-3, 6-7, 6-2 | Parcours |
| 3  | 16/07/1990 | Estoril Ladies Open Estoril   | Tier V    | 100 000 $ | Terre (ext.) | Sandra Cecchini Patricia Tarabini | Carin Bakkum    | 1-6, 6-2, 6-3 | Parcours |

## Parcours en Grand Chelem

### En simple dames
| Année | Open d'Australie | Open d'Australie  | Internationaux de France | Internationaux de France | Wimbledon       | Wimbledon       | US Open         | US Open           |
| 1987  | -                | -                 | 1er tour (1/64)          | Manon Bollegraf          | 1er tour (1/64) | Tine Scheuer    | -               | -                 |
| 1988  | 3e tour (1/16)   | Pam Shriver       | 4e tour (1/8)            | Helen Kelesi             | 1er tour (1/64) | M.J. Fernández  | 2e tour (1/32)  | Patty Fendick     |
| 1989  | 1er tour (1/64)  | Sarah Loosemore   | 3e tour (1/16)           | Steffi Graf              | 1er tour (1/64) | Lori McNeil     | 2e tour (1/32)  | Larisa Savchenko  |
| 1990  | 3e tour (1/16)   | Katerina Maleeva  | 1er tour (1/64)          | Cathy Caverzasio         | 2e tour (1/32)  | Helena Suková   | -               | -                 |
| 1991  | -                | -                 | 3e tour (1/16)           | Nathalie Tauziat         | 2e tour (1/32)  | C. Kohde-Kilsch | 1er tour (1/64) | Laura Arraya      |
| 1992  | 2e tour (1/32)   | Helena Suková     | 1er tour (1/64)          | Sandrine Testud          | 1er tour (1/64) | Manuela Maleeva | 1er tour (1/64) | Jennifer Capriati |
| 1993  | 1er tour (1/64)  | Magdalena Maleeva | 2e tour (1/32)           | Pascale Paradis          | -               | -               | 3e tour (1/16)  | Conchita Martínez |
| 1994  | 1er tour (1/64)  | Natalia Medvedeva | 1er tour (1/64)          | Alexandra Fusai          | 1er tour (1/64) | Nicole Arendt   | 2e tour (1/32)  | Anna Smashnova    |

À droite du résultat, l’ultime adversaire.

### En double dames
| Année | Open d'Australie             | Open d'Australie           | Internationaux de France     | Internationaux de France   | Wimbledon                     | Wimbledon                  | US Open                       | US Open                    |
| 1987  | -                            | -                          | 1er tour (1/32) H. Steden    | Elise Burgin R. Fairbank   | 1er tour (1/32) Van der Torre | I. Demongeot N. Tauziat    | -                             | -                          |
| 1988  | 1er tour (1/32) Jaime Kaplan | C. Suire C. Tanvier        | 1er tour (1/32) S. Schilder  | S. Mascarin Pat Medrado    | 2e tour (1/16) S. Rehe        | Chris Evert W. Turnbull    | 2e tour (1/16) Ann Devries    | G. Fernández Robin White   |
| 1989  | 2e tour (1/16) Ann Devries   | C. Porwik C. Tanvier       | 2e tour (1/16) Carin Bakkum  | L. Savchenko N. Zvereva    | 1er tour (1/32) Carin Bakkum  | Bettina Bunge C. Lindqvist | 1er tour (1/32) Carin Bakkum  | Eva Pfaff C. Suire         |
| 1990  | 1er tour (1/32) Caroline Vis | Patty Fendick MJ Fernández | 1er tour (1/32) Van Rensburg | Sylvie Sabas S. Testud     | -                             | -                          | -                             | -                          |
| 1991  | -                            | -                          | 1er tour (1/32) Carin Bakkum | G. Fernández Jana Novotná  | 1er tour (1/32) Carin Bakkum  | B. Borneo Clare Wood       | 1er tour (1/32) Bettina Fulco | Jana Novotná L. Neiland    |
| 1992  | 2e tour (1/16) Bettina Fulco | A. Sánchez Helena Suková   | 2e tour (1/16) B. Schultz    | Linda Wild Rennae Stubbs   | 2e tour (1/16) B. Schultz     | G. Fernández N. Zvereva    | 1er tour (1/32) M. Jaggard    | A. Sánchez Helena Suková   |
| 1993  | 1er tour (1/32) W. Probst    | Lori McNeil Rennae Stubbs  | 2e tour (1/16) L. Pleming    | MJ Fernández Zina Garrison | 3e tour (1/8) K. Habšudová    | Pam Shriver E. Smylie      | 1er tour (1/32) K. Habšudová  | M. L. Piatek Gretchen Rush |
| 1994  | 1er tour (1/32) K. Boogert   | MJ Fernández Zina Garrison | 2e tour (1/16) K. Boogert    | G. Sabatini B. Schultz     | 3e tour (1/8) K. Boogert      | N. Medvedeva L. Neiland    | 3e tour (1/8) K. Boogert      | G. Fernández N. Zvereva    |
| 1995  | 1/4 de finale K. Boogert     | M. Bollegraf L. Neiland    | 3e tour (1/8) K. Boogert     | Patty Fendick MJ Fernández | 3e tour (1/8) K. Boogert      | G. Fernández N. Zvereva    | 2e tour (1/16) K. Boogert     | L. Courtois Nancy Feber    |
| 1996  | -                            | -                          | 1er tour (1/32) S. Rottier   | K. Nagatsuka Ai Sugiyama   | -                             | -                          | -                             | -                          |

Sous le résultat, la partenaire ; à droite, l’ultime équipe adverse.

### En double mixte
| Année | Open d'Australie            | Open d'Australie        | Internationaux de France      | Internationaux de France   | Wimbledon                     | Wimbledon                | US Open                   | US Open               |
| 1987  | -                           | -                       | -                             | -                          | 3e tour (1/8) B. Buffington   | R. Reggi Sergio Casal    | -                         | -                     |
| 1989  | -                           | -                       | 1er tour (1/32) M. Koevermans | Jo-Anne Faull J.C. Báguena | -                             | -                        | -                         | -                     |
| 1992  | -                           | -                       | -                             | -                          | 1er tour (1/32) Menno Oosting | M. Jaggard Mike Briggs   | -                         | -                     |
| 1994  | 1er tour (1/16) Gary Muller | L. Neiland A. Olhovskiy | -                             | -                          | 1er tour (1/32) Fernon Wibier | L. Neiland A. Olhovskiy  | -                         | -                     |
| 1995  | -                           | -                       | 1er tour (1/32) S. Noteboom   | P. Tarabini D. Orsanic     | 1er tour (1/32) M. Barnard    | Hetherington J. de Jager | 2e tour (1/8) Van Emburgh | B. Schultz Rick Leach |

Sous le résultat, le partenaire ; à droite, l’ultime équipe adverse.

## Parcours aux Jeux olympiques

### En simple dames
| # | Date       | Nom de l'olympiade      | Surface      | Résultat      | Ultime adversaire | Score     |          |
| - | ---------- | ----------------------- | ------------ | ------------- | ----------------- | --------- | -------- |
| 1 | 28/07/1992 | Olympic Games Barcelone | Terre (ext.) | 3e tour (1/8) | Anke Huber        | 7-5, 7-63 | Parcours |

### En double dames
| # | Date       | Nom de l'olympiade      | Surface      | Résultat        | Partenaire     | Ultimes adversaires               | Score    |          |
| - | ---------- | ----------------------- | ------------ | --------------- | -------------- | --------------------------------- | -------- | -------- |
| 1 | 28/07/1992 | Olympic Games Barcelone | Terre (ext.) | 1er tour (1/16) | Brenda Schultz | Gigi Fernández Mary Joe Fernández | 6-0, 6-0 | Parcours |

## Parcours en Coupe de la Fédération
| #                                                                 | Date       | Lieu       | Surface         | Gagnante(s)                     | Perdante(s)                          | Score          |          |
|                                                                   |            |            |                 |                                 |                                      |                |          |
| 1989 - 1er tour (groupe mondial) - Yougoslavie - Pays-Bas - 0 : 2 |            |            |                 |                                 |                                      |                |          |
| 1                                                                 | 03/10/1989 | Tokyo      | Dur (ext.)      | Nicole Jagerman                 | Nadin Ercegovic                      | 2-6, 6-4, 6-0  | Parcours |
|                                                                   |            |            |                 |                                 |                                      |                |          |
| 1989 - 2e tour (groupe mondial) - Pays-Bas - Espagne - 0 : 2      |            |            |                 |                                 |                                      |                |          |
| 2                                                                 | 03/10/1989 | Tokyo      | Dur (ext.)      | Conchita Martínez               | Nicole Jagerman                      | 6-4, 7-5       | Parcours |
|                                                                   |            |            |                 |                                 |                                      |                |          |
| 1991 - 1er tour (groupe mondial) - Pays-Bas - États-Unis - 0 : 2  |            |            |                 |                                 |                                      |                |          |
| 3                                                                 | 23/07/1991 | Nottingham |                 | Zina Garrison                   | Nicole Jagerman                      | 7-5, 6-4       | Parcours |
|                                                                   |            |            |                 |                                 |                                      |                |          |
| 1991 - Barrage (groupe mondial I) - Hongrie - Pays-Bas - 0 : 2    |            |            |                 |                                 |                                      |                |          |
| 4                                                                 | 24/07/1991 | Nottingham |                 | Nicole Jagerman                 | Agnes Gee                            | 7-61, 6-2      | Parcours |
|                                                                   |            |            |                 |                                 |                                      |                |          |
| 1992 - 1er tour (groupe mondial) - Paraguay - Pays-Bas - 1 : 2    |            |            |                 |                                 |                                      |                |          |
| 5                                                                 | 13/07/1992 | Francfort  | Terre (ext.)    | Larissa Schaerer                | Nicole Jagerman                      | 1-6, 6-4, 6-2  | Parcours |
| 5                                                                 | 13/07/1992 | Francfort  | Terre (ext.)    | Manon Bollegraf Nicole Jagerman | Rossana de los Ríos Larissa Schaerer | 6-1, 7-5       | Parcours |
|                                                                   |            |            |                 |                                 |                                      |                |          |
| 1992 - 2e tour (groupe mondial) - Allemagne - Pays-Bas - 2 : 1    |            |            |                 |                                 |                                      |                |          |
| 6                                                                 | 15/07/1992 | Francfort  | Terre (ext.)    | Anke Huber                      | Nicole Jagerman                      | 7-5, 3-6, 6-1  | Parcours |
| 6                                                                 | 15/07/1992 | Francfort  | Terre (ext.)    | Nicole Jagerman Miriam Oremans  | Sabine Hack Barbara Rittner          | 2-6, 7-5, 6-4  | Parcours |
|                                                                   |            |            |                 |                                 |                                      |                |          |
| 1995 - Barrage (groupe mondial I) - Pays-Bas - Autriche - 1 : 4   |            |            |                 |                                 |                                      |                |          |
| 7                                                                 | 22/07/1995 | Noordwijk  | Moquette (ext.) | Barbara Schett Petra Ritter     | Nicole Jagerman Caroline Vis         | 7-66, 1-6, 6-4 | Parcours |

## Classements WTA en fin de saison

### En simple
| Année | 1985 | 1986 | 1987 | 1988 | 1989 | 1990 | 1991 | 1992 | 1993 | 1994 | 1995 |
| Rang  | 255  | 106  | 206  | 72   | 82   | 69   | 66   | 113  | 68   | 135  | 214  |

Source : (en) « Classements de Nicole Jagerman », sur le site officiel du WTA Tour

### En double
| Année | 1986 | 1987 | 1988 | 1989 | 1990 | 1991 | 1992 | 1993 | 1994 | 1995 |
| Rang  | 73   | 131  | 95   | 222  | 95   | 88   | 69   | 66   | 67   | 22   |

Source : (en) « Classements de Nicole Jagerman », sur le site officiel du WTA Tour